# إد ستيوارت (مقدم برامج إذاعية)
إد ستيوارت (بالإنجليزية: Ed Stewart)‏ هو مقدم برامج إذاعية بريطاني، ولد في 23 أبريل 1941 في Exmouth ‏ في المملكة المتحدة، وتوفي في 9 يناير 2016 في بورنموث في المملكة المتحدة بسبب سكتة.

## وصلات خارجية
- إد ستيوارت على موقع IMDb (الإنجليزية)
- إد ستيوارت على موقع ميوزك برينز (الإنجليزية)